# 386 f.Kr.

## Händelser

### Efter plats

#### Persiska riket
- Då man inte längre behöver frukta några spartanska anfall, tack vare Kungens fred året innan börjar perserna ägna sig åt att tysta Cypern och Egypten. Tack vare kung Evagoras av Cypern skicklighet och Egyptens grekiska legogeneral Kabrias kommer dessa krig att fortsätta under resten av decenniet.

#### Sicilien
- Dionysios I av Syrakusa utökar stadens inflytande och handel till Adriatiska havet genom att grunda en koloni så långt norrut som vid den etruskiska staden Hadria.

#### Romerska republiken
- Mamertinska fängelset uppförs i Rom över en källa i marken.